# علیرضا آذرخزین
علیرضا آذرخزین (زاده ۲۵ خرداد ۱۳۷۵ درتهران) ساواتور و عضو تیم ملی ساواته است. وی سابقه حضور در مسابقات هنرهای رزمی کامبت گیمز ۲۰۲۳ را دارد.

## فعالیت حرفه‌ای ورزشی
- مدال طلای مسابقات جهانی کاپ آزاد ساواته بلغارستان۲۰۲۲[۴][۵][۶]

- مدال طلای مسابقات کاپ آسیا گرجستان۲۰۱۳ (رده جوانان)[۷][۸]
- مدال نقره مسابقات قهرمانی آسیا کامبوج ۲۰۲۴ (رده بزرگسالان)